# Casigneta cochleata
Casigneta cochleata är en insektsart som beskrevs av Brunner von Wattenwyl 1878. Casigneta cochleata ingår i släktet Casigneta och familjen vårtbitare. Inga underarter finns listade i Catalogue of Life.